# Tiamulin
Tiamulin (trước đây được gọi là thiamutilin) là một loại thuốc kháng sinh pleuromutilin thường hay được sử dụng trong thú y đặc biệt là cho lợn và gia cầm.
Tiamulin là một chất kháng khuẩn diterpene với cấu trúc hóa học pleuromutilin tương tự như của valnemulin.
Tiamulin được sử dụng trong sản xuất thuốc thú y, đặc biệt đối với gia súc, gia cầm. Tiamulin có cấu trúc hóa học pleuromutilin giống như valnemulin HCl. Tiamulin là một chất kháng sinh mạnh và có tính chọn lọc cao hoạt động chống lại rất nhiều vi khuẩn Gram dương. Không có kháng chéo với các lớp kháng sinh hiện có do phương thức đặc biệt của nó trong việc ức chế tổng hợp protein bằng cách liên kết với miền V của 23S rRNA.
Được phân loại như một loại thuốc kháng sinh cho lợn, Tiamulin là một loại dược phẩm được sử dụng rộng rãi cho động vật. Nó được sử dụng để điều trị bệnh đường hô hấp mãn tính ở lợn, viêm phổi Mycoplasma lợn và viêm phổi màng phổi do hemophius, và cũng có thể được sử dụng cho chứng kiết lị gây ra do treponema.

## Cơ chế hoạt động của Tiamulin
Tiamulin là một loại nguyên liệu chống sinh vật tia cực tím. Nó chủ yếu được sử dụng cho lợn và gia cầm.
Tiamulin là dẫn chất bán tổng hợp của pleuromutilin. Nó đã được chứng minh lâm sàng rằng Tiamulin có hiệu quả để chống lại bệnh liên cầu khuẩn trên lợn và viêm khớp mycoplasma. Nói chung, Tiamulin có rất ít tác dụng phụ.

## Tác dụng Tiamulin
Đặc trị và phòng bệnh suyễn, bệnh viêm phổi truyền nhiễm, bệnh hồng lỵ ở lợn; CRD, viêm xoang, sổ mũi truyền nhiễm ở gà, vịt, ngan.